# 9П110
9П110 Овід — радянська бойова машина (винищувач танків), самохідний протитанковий ракетний комплекс (ПТРК) з 9К14 "Малютка".
ПТРК створено на базі броньованої розвідувально-дозорної машини БРДМ-1 (ГАЗ-40ПБ).

## Історія створення

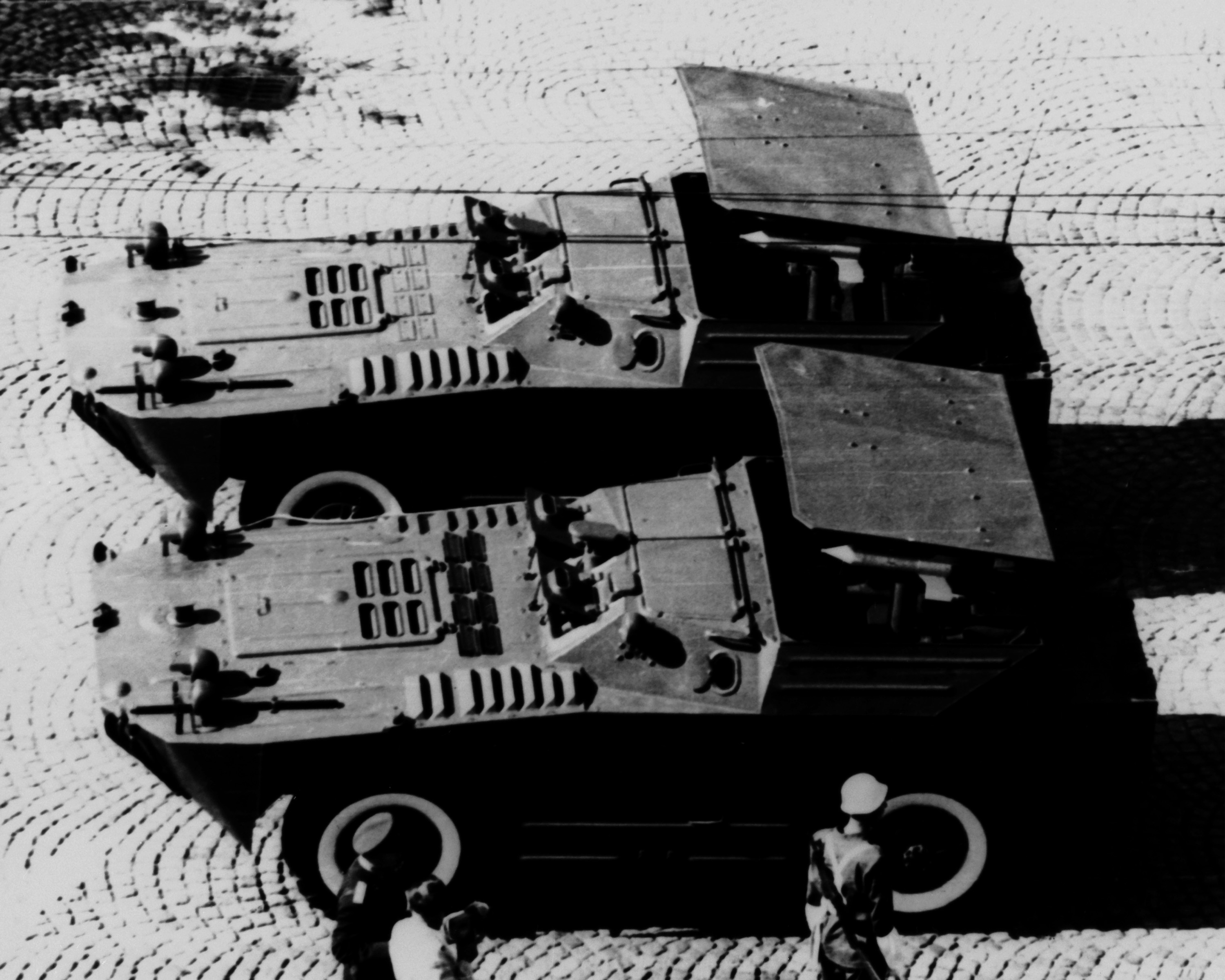
Дві 9П110, фото ЦРУ США.

Розробку бойової машини 9П110 було розпочато 6 липня 1961 року за постановою Ради міністрів СРСР № 603—256. Спочатку бойова машина 9П110 призначалася для використання ПТУР 9М12 "Овід", проте згодом після закриття програми була використана в протитанковому комплексі 9К14 із збереженням старого індексу ГРАУ .
Машина була прийнята на озброєння ЗС Союзу РСР 16 вересня 1963 у складі ПТРК 9К14 «Малютка» і виготовлялася до 1968 року.

## Опис конструкції
Бойова машина 9П110 створена на базі броньованої розвідувально-дозорної машини БРДМ-1 (ГАЗ-40ПБ), основним озброєнням машини є протитанкові ракети 9М14 "Малютка" . 6 ракет розміщено на пусковій установці, решта зберігається всередині машини в боєукладанні . Бойова машина 9П110 здатна здійснювати запуски ракет зі швидкістю два постріли за хвилину. Час приведення в бойове становище – 20 секунд. Боєкомплект, що возиться у машині, становить 14 ракет. Кожна ракета має бронепробивність 430 мм. Управління ракетами здійснюється через кабельне з"єднання. Додатково у машині є ручний протитанковий гранатомет РПГ-7 .
Всі блоки та апаратура машини 9П110 розміщені на шасі ГАЗ-40ПМ, що є модифікацією броньованої розвідувально-дозорної машини БРДМ-1 .

## Тактико-технічні характеристики ПТУРС
Тактико-технічні характеристики ПТУРС :
- Система наведення: командна, ручна
- Довжина: 860 мм
- Калібр: 125 мм
- Розмах крил: 393 мм
- Маса ракети: 10,9 кг
- Швидкість польоту: 120 м/с
- Дальність пуску: 500 - 3000 м
- Час польоту на максимальну дальність: 26 с
- Швидкість обертання снаряда у польоті: 8,5 об/с
- Бойова частина : кумулятивна
- Маса бойової частини: 2,6 кг
- Бронепробивність :
  - під кутом 0 ° - 400 мм
  - під кутом 60 ° - 200 мм
- Імовірність поразки мети типу танк : 0,7

## Примірники, що збереглися
- Україна
  - Музей Національний університет оборони України, Київ